# 那覇情報システム専門学校
那覇情報システム専門学校（なはじょうほうシステムせんもんがっこう）は、沖縄県那覇市に所在した専修学校。

## 概要
1990年創立。
2015年2月26日に那覇商工会議所会頭より教務主任が学校教育を通じて社会貢献をしたとして永年勤続優良従業員表彰を受ける。
2016年よりギークスの沖縄の開発拠点は、那覇情報システム専門学校でサイボウズの提供するビジネスアプリ作成プラットフォームを使ったプログラミングの講義を行う。
2018年には那覇情報システム専門学校で行われた学園祭の収益金を沖縄県社会福祉協議会に社会福祉事業推進のために寄付した。
2023年3月閉校。

## 学科[6]
- 情報システム科
- デジタルクリエイター科
- ビジネスライセンス科
- 医療ビジネス科
- 公務員専攻科